# 彩瀬希
彩瀬 希（あやせ のぞみ、1993年3月3日 - ）は、日本のAV女優。
宮城県出身。板谷 友美（いたや ともみ）およびこころとして出演している作品がある。
身長:163cm。スリーサイズ:B80(B)・W57・H80。　またはB83(D)・W57・H82。（2012年6月ごろの豊胸手術後)
趣味はマッサージ、ショッピング、料理。元Bambi所属

## 略歴・人物
2012年1月にグラッツコーポレーションから『ハックツ美少女 Revolution 彩瀬希』でIVデビュー。
2012年3月にはプレステージから『今からここで… 2人目』でAVデビュー。
その後、他メーカの作品にも出演するようになる。
一時デリバリーヘルス美少女図鑑(東京都新宿区）に所属していた。

## 出演作品

### イメージビデオ
2012年
- ハックツ美少女 Revolution 彩瀬希 （1月26日、バグース/グラッツコーポレーション）

### アダルトビデオ
2012年
- 今からここで… 2人目 （3月22日、ドック）
- 「これは高確率でヤれる！ラブホテルで働きだした噂の美人従業員は一日中お客のアエギ声を聞きまくり発情汁が止まらない！！」　ＶＯＬ．１ （3月22日、DANDY）
- 本日、宿泊可！！Special VOL.02 （4月3日、ドック）
- シロウトハンター Vol.23 （4月12日、プレステージ）
- 素人セーラー服生中出し　０８５　こころ （4月15日、プラム）
- エロ過ぎてメジャーデビュー出来なかった地下アイドル　めっちゃいい感度　板谷友美 （5月20日、ディップ）
- 完全ガチ交渉 街で噂の、ウブな看板娘を狙え No7（5月22日、プレステージ）
- スゴ～く！制服の似合う素敵な娘（6月25日、オーロラプロジェクト）
- ケモノたちの宴 復讐・誘拐・監禁・凌辱調教…岡惚れした客に逆恨みされ拉致された美人キャバクラ嬢…。 彩瀬希 （7月13日、オーロラプロジェクト）
- 高額バイトに集まってきた素人娘 No16（7月20日、最強）
- ケモノたちの宴 母娘煉獄調教！娘の目の前で犯される母親…母の目の前で強制中出しされる娘…苛烈な奴隷調教の果てに悦楽の虜となる美人母娘…。 彩瀬希＆日和香澄 （7月25日、オーロラプロジェクト）
- シロウトハンターBEST 8時間 （8月1日、プレステージ）*総集編
- 県大会準優勝の本物200m選手VSおっさんレイプ魔 捕まれば何度でもレイプ（8月9日、サディスティックヴィレッジ）
- 奴隷少女X のぞみ （9月13日、オーロラプロジェクト）
- 生中出し新入女子社員 8時間 Special（9月14日、メディアステーション）*総集編
- 10代ナンパ GET 限定：ティーン美少女 16人（9月14日、桃太郎映像出版）*総集編
- 高額バイトに集まってきた素人娘 No19（9月21日、最強）*総集編
- 日本の女性器大図鑑　３　ブルーレイ（9月21日、グレイズ）*総集編
- キミだけに語りかけ ロリっ娘20人 オマ○コぴちゃぴちゃ指入れ自画撮りオナニー4時間DX（9月21日、グレイズ）*総集編
- プレステージ女祭り百人斬り No14 (10月2日、プレステージ）*総集編
- HUNT 美人女子大生ナンパ斬り 4時間 No2 （10月12日、メディアステーション)
- 口腔マニアックス4 DrX責任編集版（11月22日、KEU)
- オーロラプロジェクトタイジェスト 48連射 （12月13日、オーロラプロジェクト）*総集編